# Classe Buyan-M
A classe Buyan-M, designação russa Projeto 21631 Buyan-M, são uma série de pequenas corvetas multifuncionais do tipo rio-mar da Marinha Russa.  
Projetadas pelo Zelenodolsk Design Bureau, as embarcações estão sendo construídas como subclasse aprimorada da Classe Buyan, incorporando maior deslocamento, tecnologia furtiva e o sistema de lançamento vertical 3S14 para mísseis de cruzeiro antinavio Kalibr ou Oniks, melhorando significativamente as capacidades de combate.

## Projeto
Ao contrário das primeiras embarcações da classe Buyan, o Projeto 21631 tem quase o dobro do deslocamento total (949 toneladas versus 560 toneladas), além de maior comprimento e boca.
Inicialmente, estava prevista a instalação de quatro motores diesel V-16 16V4000M90 da empresa alemã MTU e caixas de câmbio ZF, mas após a introdução de sanções contra a Rússia, a partir do 6º navio da classe Vyshny Volochyok (636), os motores originais foram substituídos por quatro motores diesel de 20 cilindros  V-20 quatro tempos “HND” CHD622V20 de quatro tempos com sistema “Common Rail” e turbo alimentação da empresa chinesa Henan Diesel Engine Industry Company (HND), fornecidos pela Marine Propulsion Sistemas LLC.
A partir do 10º navio da série Grad (640), como parte do programa de substituição de importações, estava prevista a instalação de uma usina russa composta por dois redutores de ré a diesel de dois eixos DRRA-6000 baseados em dois V-16 motores diesel 16D49 Kolomensky Zavod 6.000 litros cada. Com duas caixas de câmbio do PJSC Zvezda de São Petersburgo, bem como um sistema de controle local da NPO Aurora. Possui software baseado em sistema operacional Linux.

### Armamento
Ao contrário das embarcações da Classe Buyan os navios do projeto 21631 estão melhores equipados com um sistema de lançamento vertical 3S14 para 8 mísseis de cruzeiro P-800 Oniks, futuramente 3M22 Tsirkon, bem como mísseis 3M-54 Kalibr. Os mísseis antinavio 3M-54 Kalibr podem atingir alvos marítimos a uma distância de até 500 km.
O armamento de artilharia do navio consiste em um canhão automático A -190 "Universal" de 100 mm e um canhão automático AK-630M-2 "Duet" de 30 mm com dois canhões rotativos de seis canos. Os navios também estão armados com dois lançadores de mísseis 3M-47 Gibka R, duas metralhadoras de 14,5 mm e três de 7,62 mm.

## Construção
Nove empresas de construção naval participaram da licitação para construção dos navios do Projeto 21631; o Estaleiro Zelenodolsk venceu em 17 de maio de 2010 , e em 28 de maio foi assinado contrato para a construção de cinco navios desta série.

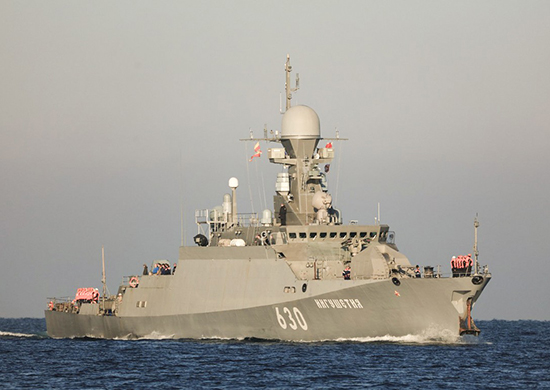
Inguchétia (639)

Inicialmente, foi planejado construir apenas 8 a 10 navios deste projeto, para reabastecer a composição de navios da Flotilha do Cáspio e da Frota Russa do Mar Negro, mas posteriormente surgiram informações de que a série consistiria em 9 navios - 3 para a Flotilha do Cáspio e 6 para a frota do Mar Negro. Em última análise, foi tomada a decisão de construir 12 navios do projeto para o Mar Negro, as frotas do Báltico, bem como a flotilha do Cáspio da Marinha Russa; com possível extensão da série para outras frotas.
A cerimônia de lançamento do navio líder Grad Sviyazhsk (631) ocorreu no dia 27 de agosto de 2010.
De acordo com os planos anunciados pelo serviço de imprensa da Marinha Russa em 2015, a Marinha da Russia deveria receber cerca de 10 corvetas até 2019. Na realidade, no início de 2021, estava em serviço 9 navios do projeto. Em setembro de 2016, durante o fórum técnico-militar internacional “Exército-2016”, foi assinado um contrato entre o Ministério da Defesa russo e o Estaleiro Zelenodolsk para a construção de três navios adicionais. Supõe-se que os navios, serão equipados com um novo radar com phased array ativo e o sistema de mísseis e canhões antiaéreos Pantsir-M, que, segundo os projetistas, deverá proporcionar aos navios um nível de segurança suficiente.

## Navios de projeto
| Não. | Nome             | Identificação | Batimento de quilha     | Lançado                | Comissionado           | Frota                  | Status        |
| ---- | ---------------- | ------------- | ----------------------- | ---------------------- | ---------------------- | ---------------------- | ------------- |
| 1    | Grad Sviyazhsk   | 631           | 27 de agosto de 2010    | 03 de setembro de 2013 | 27 de julho de 2014    | Frotilha do Mar Cáspio | Em serviço    |
| 2    | Uglich           | 632           | 22 de julho de 2011     | 10 de abril de 2013    | 27 de julho de 2014    | Frotilha do Mar Cáspio | Em serviço    |
| 3    | Veliky Ustyug    | 633           | 27 de agosto de 2011    | 21 de maio de 2014     | 19 de dezembro de 2014 | Frotilha do Mar Cáspio | Em serviço    |
| 4    | Zeleny Dol       | 634           | 29 de agosto de 2012    | 02 de abril de 2015    | 12 de dezembro de 2015 | Frota do Mar Báltico   | Em serviço    |
| 5    | Serpukhov        | 635           | 25 de janeiro de 2013   | 03 de abril de 2015    | 12 de dezembro de 2015 | Frota do Mar Báltico   | Em serviço    |
| 6    | Vyshny Volochiok | 636           | 29 de agosto de 2013    | 18 de maio de 2016     | 01 de junho de 2018    | Frota do Mar Negro     | Em serviço    |
| 7    | Orekhovo-Zuevo   | 637           | 29 de maio de 2014      | 17 de junho de 2018    | 10 de dezembro de 2018 | Frota do Mar Negro     | Em serviço    |
| 8    | Ingushetiya      | 638           | 29 de agosto de 2014    | 11 de junho de 2019    | 28 de dezembro de 2019 | Frota do Mar Negro     | Em serviço    |
| 9    | Grayvoron        | 639           | 10 de abril de 2015     | 14 de abril de 2020    | 30 de janeiro de 2021  | Frota do Mar Negro     | Em serviço    |
| 10   | Grad             | 640           | 24 de abril de 2017     | 17 de setembro de 2021 | 29 de dezembro de 2022 | Frota do Mar Báltico   | Em serviço    |
| 11   | Naro-Fominsk     | 641           | 23 de fevereiro de 2018 | 12 de setembro de 2022 | 25 de dezembro de 2023 | Frota do Mar Báltico   | Em serviço    |
| 12   | Stavropol        | 642           | 12 de julho de 2018     | 11 de junho de 2024    | 12/2024 (planejado)    | Frota do Mar Báltico   | Testes no mar |